# Harpochytrium intermedium
Harpochytrium intermedium är en svampart som beskrevs av G.F. Atk. 1903. Harpochytrium intermedium ingår i släktet Harpochytrium och familjen Harpochytriaceae.   Inga underarter finns listade i Catalogue of Life.